# Eugen von Olszewski
Eugen Feodor Karl Seraphim von Olszewski (* 13. Juni 1826 in Königsberg; † 8. Juli 1908 in Wiesbaden) war ein preußischer Generalmajor.

## Leben

### Herkunft
Eugen war der Sohn von Heinrich Seraphim von Olszewski (1794–1837) und dessen Ehefrau Malwine Margarete, geborene von Baczko (1802–1883). Sein Vater war Hauptmann a. D., zuletzt im 3. Infanterie-Regiment sowie Herr auf Porscheln, Kreis Preußisch Eylau. Die preußischen Generalleutnante Heinrich von Olszewski (1823–1918) und Adolf von Olszewski (1828–1907) waren seine Brüder.

### Militärkarriere
Olszewski besuchte die Höhere Bürgerschule in seiner Heimatstadt sowie die Kadettenhäuser in Kulm und Berlin. Anschließend wurde er am 9. August 1843 als Sekondeleutnant im 3. Infanterie-Regiment der Preußischen Armee angestellt. Von 1850/51 und 1853/55 war er zur weiteren Ausbildung an die Allgemeine Kriegsschule kommandiert. Im Anschluss daran fungierte Olszewski als Premierleutnant und Examinator in der Geschichte bei der Examinationskommission für Portepeefähnriche des I. Armee-Korps, sowie vom 1. Mai 1857 bis zum 1. Oktober 1860 als Taktik-Lehrer an der Vereinigten Divisionsschule des I. Armee-Korps. Nach seiner Beförderung zum Hauptmann wurde Olszewski Kompaniechef in seinem Stammregiment. Von dort folgte am 14. August 1865 seine Versetzung nach Luxemburg in das 6. Rheinische Infanterie-Regiment Nr. 68. Während des Deutschen Krieges führte Olszewski 1866 ein Bataillon und nahm an der Besetzung von Hannover sowie dem Gefecht bei Zorn teil. Nach dem Friedensschluss stieg er zum Major auf und wurde Anfang November 1867 zum Kommandeur des Füsilier-Bataillons ernannt.
Olszewski führte seine Füsiliere 1870/71 im Krieg gegen Frankreich während der Belagerung von Metz sowie den Kämpfen bei Amiens, Hallue, Bapaume und Saint-Quentin. Anlässlich der Kaiserproklamation wurde er zum Oberstleutnant befördert. Ausgezeichnet mit beiden Klassen des Eisernen Kreuzes übernahm Olszewski am 18. Juli 1872 das Kommando über das 5. Westfälische Infanterie-Regiment Nr. 53. In dieser Eigenschaft wurde er am 22. März 1873 zum Oberst befördert sowie am 8. September 1877 mit dem Kronenorden II. Klasse ausgezeichnet. Unter Verleihung des Charakters als Generalmajor wurde Olszewski am 14. Mai 1878 mit der gesetzlichen Pension zur Disposition gestellt, bevor man ihm am 9. Juli 1878 den Abschied mit Pension bewilligte.

### Familie
Olszewski verheiratete sich am 29. Oktober 1858 in Königsberg mit Christine Gertrud Papendieck (1840–1866). Nach ihrem frühen Tod ehelichte er am 2. Oktober 1872 Mathilde Luise Cornelia Katharina Waldorf (* 1848). Aus den Ehen gingen mehrere Kinder hervor, darunter:
- Heinrich Eugen Seraphim (* 1859), preußischer Major im Infanterie-Regiment „Graf Schwerin“ (3. Pommersches) Nr. 14
- Kuno Fedor Seraphim (* 1863), preußischer Major im Infanterie-Regiment „Herzog Karl von Mecklenburg-Strelitz“ (6. Ostpreußisches) Nr. 43
- Richard Eugen Seraphim (* 1880), preußischer Leutnant im Feldartillerie-Regiment „von Holtzendorff“ (1. Rheinisches) Nr. 8